# Spirkenhochmoor östlich Aichbauer

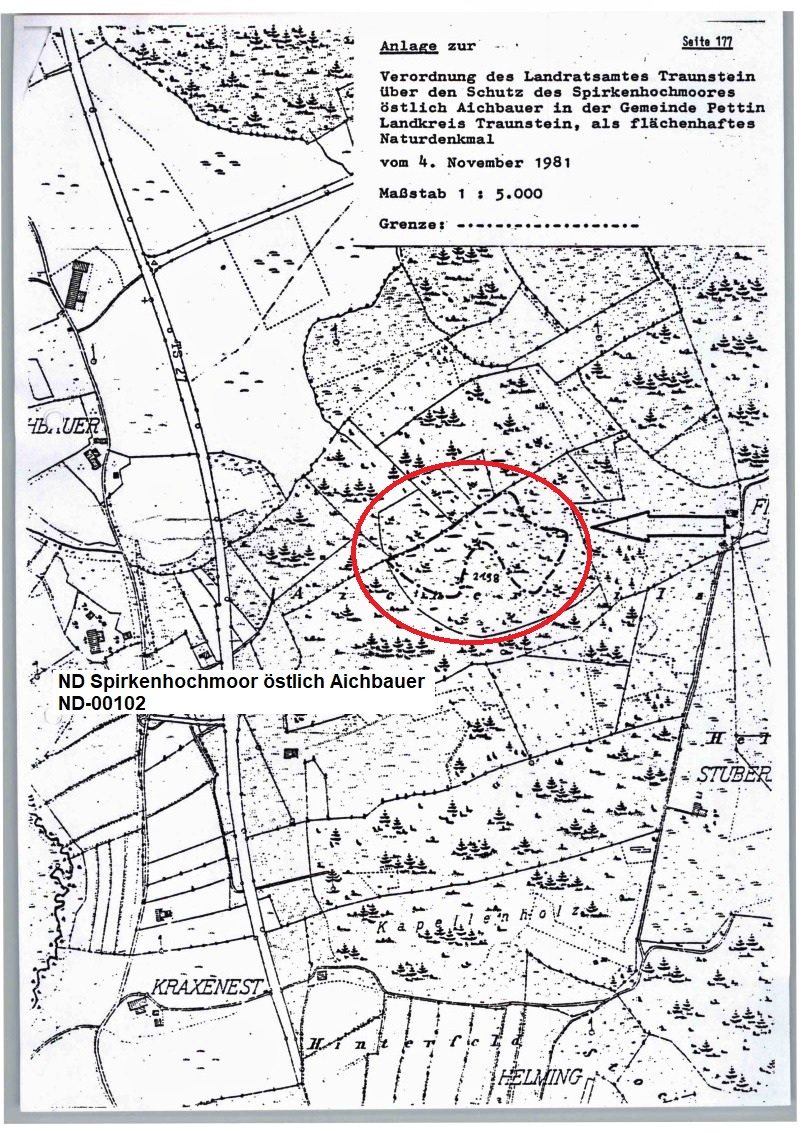
Lageplan Amtsblatt

Die Spirkenhochmoor östlich Aichbauer in der Gemeinde Petting ist ein ca. 1,66 ha großes flächenhaftes Naturdenkmal im Landkreis Traunstein.
Es erhielt im November 1981 durch Verordnung des Landratsamtes Traunstein den Schutzstatus und wird vom Bayerische Landesamt für Umwelt unter der Nummer ND-00102 gelistet.

## Schutzzweck
Das Spirkenhochmoor östlich Aichbauer ist als flächenhaftes Naturdenkmal zu schützen, da es sich hier qualitativ um einen hochwertigen Biotop handelt und seine Erhaltung wegen seiner herausragenden Eigenart und Seltenheit, seiner ökologischen, wissenschaftlichen, floristischen und faunistischen Bedeutung im öffentlichen Interesse liegt.